# Microhyliota integricollis
Microhyliota integricollis is een keversoort uit de familie spitshalskevers (Silvanidae). De wetenschappelijke naam van de soort werd in 1860 gepubliceerd door Léon Marc Herminie Fairmaire.